# Kebon (Paron)
Kebon is een bestuurslaag in het regentschap Ngawi van de provincie Oost-Java, Indonesië. Kebon telt 1976 inwoners (volkstelling 2010).